# Formula One Grand Prix
 (juillet 2017).
Si vous disposez d'ouvrages ou d'articles de référence ou si vous connaissez des sites web de qualité traitant du thème abordé ici, merci de compléter l'article en donnant les références utiles à sa vérifiabilité et en les liant à la section « Notes et références ».
Formula One Grand Prix, aussi connu sous le titre World Circuit aux États-Unis, et parfois MicroProse Formula One Grand Prix en Europe, est un jeu vidéo de course de Formule 1 développé par Geoff Crammond et édité par MicroProse en 1992 sur Amiga, Atari ST et compatible PC (DOS). Il est communément appelé Grand Prix ou F1GP.
Conçu par Geoff Crammond, le créateur de REVS (1983) et Stunt Car Racer (1989), cette simulation de Formule 1 est considérée à sa sortie comme la plus poussée du marché. Le succès du jeu donne naissance à la série Grand Prix qui comprend quatre épisodes et reste longtemps l'une des plus appréciées du genre.
Le jeu s'est fait remarquer pour ses graphismes en 3D surfaces pleines, son exhaustivité avec 16 circuits fidèlement reproduits (ce qui était du jamais vu), la profondeur et le réalisme de son pilotage avec des possibilités de réglages et d'aides au pilotage poussées, l'attention au détail qui rend l'atmosphère des véritables Grand Prix palpable (présence de commissaires de piste, accidents et avaries mécaniques). Bien que le jeu ne soit pas affilié à la FIA, les équipes et les 26 pilotes de la saison 1991 sont facilement reconnaissables et les noms fictifs peuvent être modifiés.
Il est aussi possible de jouer à deux, à tour de rôle : pendant que le premier joue, le jeu calcule sa vitesse moyenne puis, lorsque le second prend le relai, la voiture du premier tourne à la moyenne réalisée. Il est possible d'effectuer autant de changements de joueur que l'on désire. F1GP était disponible sur disquettes 3,5" mais aussi (sur la fin) sur CD-ROM, le jeu était tellement léger que la gravure était à peine visible sur le CD-Rom.

## Système de jeu
Noms réels pilotes et équipes (F1 1991)
| N° | Pilote             | Pays       | Equipe             | Pneus    |
| -- | ------------------ | ---------- | ------------------ | -------- |
| 1  | Ayrton Senna       | Brésil     | McLaren Honda      | Goodyear |
| 2  | Gerhard Berger     | Autriche   | McLaren Honda      | Goodyear |
| 3  | Satoru Nakajima    | Japon      | Tyrrell Honda      | Pirelli  |
| 4  | Stefano Modena     | Italie     | Tyrrell Honda      | Pirelli  |
| 5  | Nigel Mansell      | Angleterre | Williams Renault   | Goodyear |
| 6  | Ricardo Patrese    | Italie     | Williams Renault   | Goodyear |
| 7  | Martin Brundle     | Angleterre | Brabham Yamaha     | Pirelli  |
| 8  | Mark Blundell      | Angleterre | Brabham Yamaha     | Pirelli  |
| 9  | Michele Alboreto   | Italie     | Footwork Porsche   | Goodyear |
| 10 | Alex Caffi         | Italie     | Footwork Porsche   | Goodyear |
| 11 | Mika Hakkinen      | Finlande   | Lotus Judd         | Goodyear |
| 12 | Johnny Herbert     | Angleterre | Lotus Judd         | Goodyear |
| 14 | Olivier Grouillard | France     | Fondmetal Ford     | Goodyear |
| 15 | Mauricio Gugelmin  | Brésil     | Leyton House Ilmor | Goodyear |
| 16 | Ivan Capelli       | Italie     | Leyton House Ilmor | Goodyear |
| 17 | Gabriele Tarquini  | Italie     | AGS Ford           | Goodyear |
| 18 | Fabrizio Barbazza  | Italie     | AGS Ford           | Goodyear |
| 19 | Michael Schumacher | Allemagne  | Benetton Ford      | Pirelli  |
| 20 | Nelson Piquet      | Brésil     | Benetton Ford      | Pirelli  |
| 21 | Emanuele Pirro     | Italie     | Dallara Judd       | Pirelli  |
| 22 | JJ Letho           | Finlande   | Dallara Judd       | Pirelli  |
| 23 | Pierluigi Martini  | Italie     | Minardi Ferrari    | Goodyear |
| 24 | Gianni Morbidelli  | Brésil     | Minardi Ferrari    | Goodyear |
| 25 | Thierry Boutsen    | Belgique   | Ligier Lamborghini | Goodyear |
| 26 | Erik Comas         | France     | Ligier Lamborghini | Goodyear |
| 27 | Alain Prost        | France     | Ferrari            | Goodyear |
| 28 | Jean Alesi         | France     | Ferrari            | Goodyear |
| 29 | Eric Bernard       | France     | Lola Ford          | Goodyear |
| 30 | Aguri Suzuki       | Japon      | Lola Ford          | Goodyear |
| 31 | Pedro Chaves       | Portugal   | Coloni Ford        | Goodyear |
| 32 | Alessandro Zanardi | Italie     | Jordan Ford        | Goodyear |
| 33 | Andrea de Cesaris  | Italie     | Jordan Ford        | Goodyear |
| 34 | Nicola Larini      | Italie     | Lamborghini        | Goodyear |
| 35 | Eric Van de Poele  | Belgique   | Lamborghini        | Goodyear |

Saison 1991
| Manche | Grand Prix      | Circuit                       | Longueur | Tours (100 %) | Distance de course |
| ------ | --------------- | ----------------------------- | -------- | ------------- | ------------------ |
| 1      | États-Unis      | Phoenix Street Circuit        | 3,721 km | 81            | 301,401 km         |
| 2      | Brésil          | Autodromo José Carlos Pace    | 4,325 km | 71            | 307,075 km         |
| 3      | Saint-Marin     | Autodromo Enzo e Dino Ferrari | 5,040 km | 61            | 307,440 km         |
| 4      | Monaco          | Circuit de Monte-Carlo        | 3,328 km | 78            | 259,584 km         |
| 5      | Canada          | Circuit Gilles Villeneuve     | 4,430 km | 69            | 305,670 km         |
| 6      | Mexique         | Autodromo Hermanos Rodriguez  | 4,421 km | 67            | 296,207 km         |
| 7      | France          | Circuit de Nevers Magny-Cours | 4,271 km | 72            | 307,512 km         |
| 8      | Grande-Bretagne | Silverstone Circuit           | 5,226 km | 59            | 308,334 km         |
| 9      | Allemagne       | Hockenheimring                | 6,802 km | 45            | 306,090 km         |
| 10     | Hongrie         | Hungaroring                   | 3,968 km | 77            | 305,536 km         |
| 11     | Belgique        | Circuit de Spa-Francorchamps  | 6,940 km | 44            | 305,360 km         |
| 12     | Italie          | Autodromo Nazionale di Monza  | 5,800 km | 53            | 307,400 km         |
| 13     | Portugal        | Circuito do Estoril           | 4,350 km | 71            | 308,850 km         |
| 14     | Espagne         | Circuit de Catalunya          | 4,747 km | 65            | 308,555 km         |
| 15     | Japon           | Suzuka International Circuit  | 5,864 km | 53            | 310,792 km         |
| 16     | Australie       | Adelaide Street Circuit       | 3,780 km | 81            | 306,180 km         |

## Équipe de développement
- Game design : Geoff Crammond
- Programmation : Geoff Crammond
- Programmation additionnelle : Pete Cooke
- Graphismes et animations bitmap : Mark L. Scott
- Musique : David Lowe
- Effets sonores : Ten Pin Alley
- Conception de l'intro : Jim Bambra

## Accueil
- ACE : 93 %[2]
- Amiga Format  : 92 %
- CU Amiga : 95 %
- Génération 4 : 91 %
- Joystick : 89 %